# Каратобинський сільський округ (Каратобинський район)
Каратоби́нський сільський округ (каз. Қаратөбе ауылдық округі, рос. Каратобинский сельский округ) — адміністративна одиниця у складі Каратобинського району Західноказахстанської області Казахстану. Адміністративний центр — село Каратобе.
Населення — 6002 особи (2021; 5765 у 2009, 6256 у 1999, 6249 у 1989).
Станом на 1989 рік існували Каратобинська сільська рада (село Каратоба) та Шоптикольська сільська рада (села Актибаз, Ворошилово, Сонали, Шоптиколь). 2013 року ліквідовано Шоптикольський сільський округ.

## Склад
До складу округу входять такі населені пункти:
| Населений пункт | Старі назви           | Населення, осіб (1989) | Населення, осіб (1999) | Населення, осіб (2009) | Населення, осіб (2021) |
| --------------- | --------------------- | ---------------------- | ---------------------- | ---------------------- | ---------------------- |
| Алтибаз, село   | Актибаз               | 44                     | 0                      | -                      | -                      |
| Каратобе, село  | Каратоба              | 3378                   | 3652                   | 3434                   | 4106                   |
| Сонали, село    | Акмешит               | 760                    | 680                    | 669                    | 441                    |
| Ушагаш, село    | Ворошилово, Кандиозек | 733                    | 650                    | 579                    | 464                    |
| Шоптиколь, село | -                     | 1334                   | 1274                   | 1083                   | 991                    |